# Ernst Engel

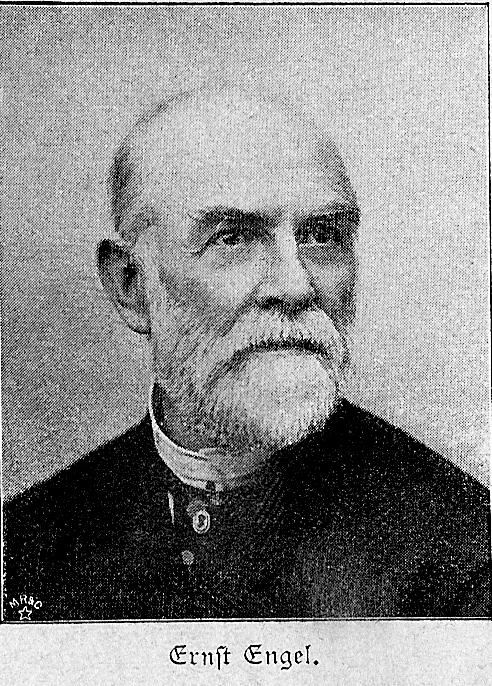
Ernst Engel

Ernst Engel, född 26 mars 1821 i Dresden, död 8 december 1896 i Serkowitz, numera en stadsdel i Radebeul vid Dresden, var en tysk statistiker.
Engel studerade bergsvetenskap i Freiberg och Paris och blev 1850 föreståndare för den nyupprättade statistiska byrån i Dresden. År 1858 lämnade han denna syssla och grundlade då i nämnda stad ett hypoteksförsäkringsbolag. Åren 1860-82 var han direktör för statistiska byrån i Berlin. År 1862 inrättade han ett med denna byrå förenat statistiskt seminarium, vilket sedermera tjänade till mönster för åtskilliga dylika anstalter inom och utom Tyskland.
Under hans ledning utgavs bland annat från 1860 "Zeitschrift des statistischen Bureaus", vilken innehåller en stor mängd av uppsatser av honom, från 1861 "Preussische Statistik", 1863-76 "Jahrbuch für die amtliche Statistik des preussischen Staates", varjämte kan nämnas den för tyska journalistiken avsedda "Statistische Korrespondenz", från 1875.
Ernst Engels upptäckte och namngav Engels lag.